# SN 2003cs
SN 2003cs – supernowa odkryta 3 lutego 2003 roku w galaktyce A112037-0454. W momencie odkrycia miała maksymalną jasność 17,90m.